# Tour de Flandes 1968
El Tour de Flandes 1968, la 52.ª edición de esta clásica ciclista belga. Se disputó el 30 de marzo de 1968.
El ganador fue el belga Walter Godefroot, que se impuso al esprint en un grupo formado por 16 ciclistas. El alemán Rudi Altig acabó segundo, mientras que el neerlandés Jan Janssen acabó en tercera posición. El belga Guido Reybrouck, inicialmente segundo, fue descalificado.

## Clasificación General
| Posición | Ciclista                 | Equipo                   | Tiempo     |
| -------- | ------------------------ | ------------------------ | ---------- |
| 1        | Walter Godefroot         | Flandria-De Clerck       | 5h 52' 00" |
|          | Guido Reybrouck          | Faema                    | m. t.      |
| 2        | Rudi Altig               | Salvarani                | m. t.      |
| 3        | Jan Janssen              | Pelforth-Sauvage-Lejeune | m. t.      |
| 4        | Daniel Van Ryckeghem     | Mann-Grundig-Libertas    | m. t.      |
| 5        | Roger Rosiers            | Mann-Grundig-Libertas    | m. t.      |
| 6        | Jo De Roo                | Willem II-Gazelle        | m. t.      |
| 7        | Bernard Van De Kerckhove | Pelforth-Sauvage-Lejeune | m. t.      |
| 8        | Eddy Merckx              | Faema                    | m. t.      |
| 9        | Ludo van Dromme          | Flandria-De Clerck       | m. t.      |
| 10       | Rik van Looy             | Willem II-Gazelle        | m. t.      |